# Flosmutisia
Flosmutisia é um género botânico pertencente à família Asteraceae.